# Tolbachik
El Tolbáchik  (en ruso: Толба́чик, Толбачикский) es un volcán complejo en la península de Kamchatka, Rusia. Se compone de dos volcanes, un volcán en escudo con una cumbre aplanada (Ploski Tolbáchik) y un estratovolcán con una cumbre puntiaguda (Ostry Tolbáchik). Como Ostry es el punto más elevado de la montaña, el volcán complejo entero es a menudo denominado "Ostry Tolbáchik". No debe confundirse con Ostry, otro volcán, situado más en el norte de la península de Kamchatka.

## Actividad volcánica
La historia eruptiva del Tolbáchik se remonta a miles de años y la erupción más notable —conocida como la "gran erupción fisural del Tolbáchik"— ocurrió en 1975. Fue precedida por un enjambre sísmico que condujo a una predicción acertada de la erupción por los científicos del Instituto de Vulcanología y Sismología de Rusia. La erupción creó varios nuevos conos de ceniza, y en términos de volumen de lava emitido, fue la erupción basáltica más grande de Kamchatka en la era histórica.
El 27 de noviembre de 2012 se produjo una erupción estromboliana a partir de dos fisuras. Los flujos de lava basáltica se desplazaron con una velocidad relativamente alta y destruyeron algunos edificios a una distancia de 4 km. La erupción duró más de un mes y la lava continuó saliendo de las fisuras durante este periodo.
En la ladera sur del volcán, la lava fluyó desde de una línea de fisuras sobre una distancia de 20 kilómetros. Según KVERT (Kamchatka Volcanic Eruption Response Team), la erupción siguió activa hasta el 10 de septiembre de 2013.

## Mineralogía
Los depósitos de las fumarolas de Tolbáchik son ricos en minerales exóticos, de los que se describieron 54 por primera vez desde este volcán, incluyendo la alarsita y tolbachita.

## Galería

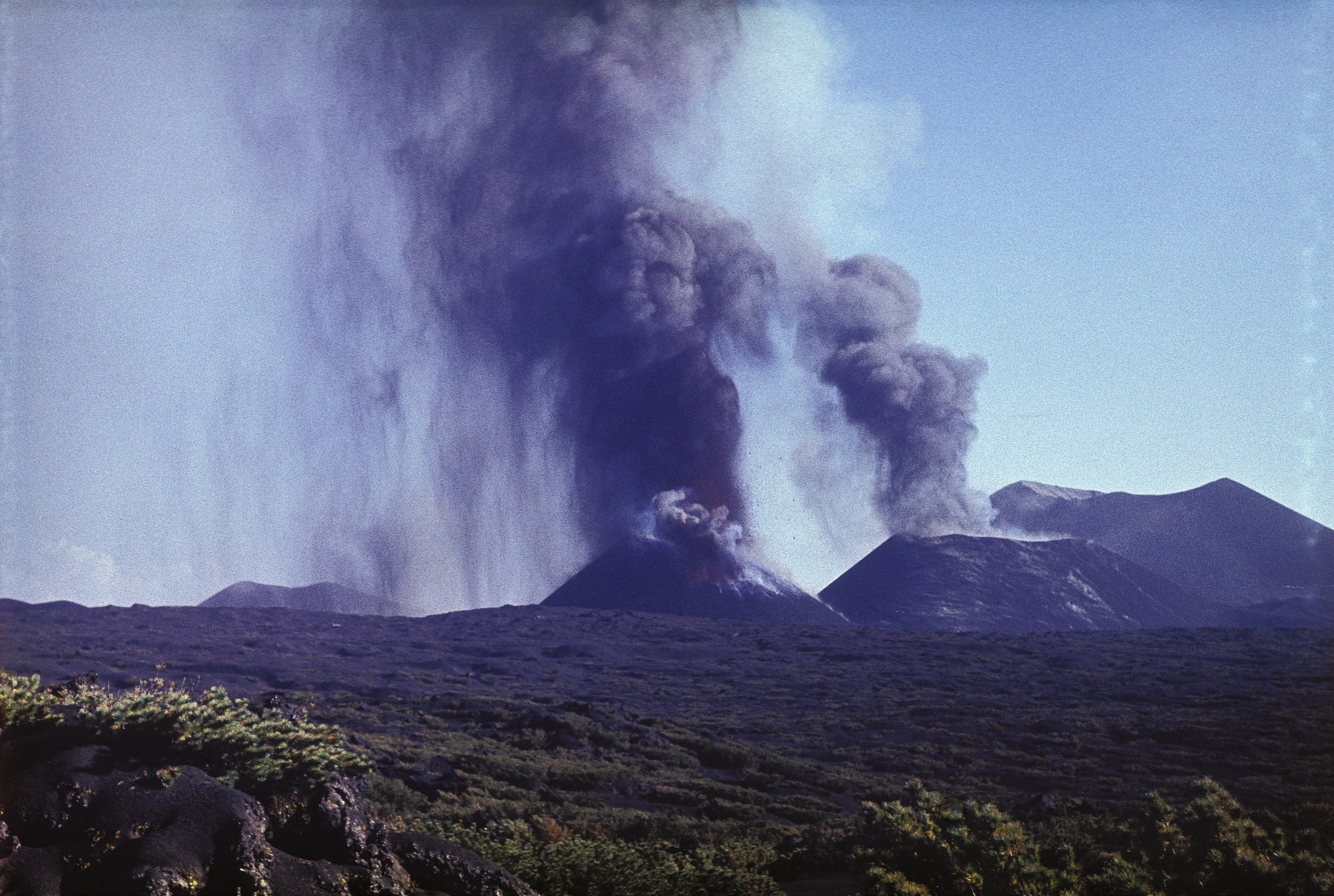
La erupción del segundo y tercer cono lateral de la brecha norte de la gran fisura de la Erupción de Tolbáchik en 1975-1976

Vista de la vertiente suroeste de Tolbáchik Ostry (izquierda) y Tolbáchik Ploski (derecha), 26 de julio de 2015.

Vista panorámica de 360° desde la cumbre del cono de ceniza formado durante la erupción de 1975 del Tolbáchik. La cumbre de Ostry Tolbáchik se encuentra en el fondo a la derecha, en las nubes.

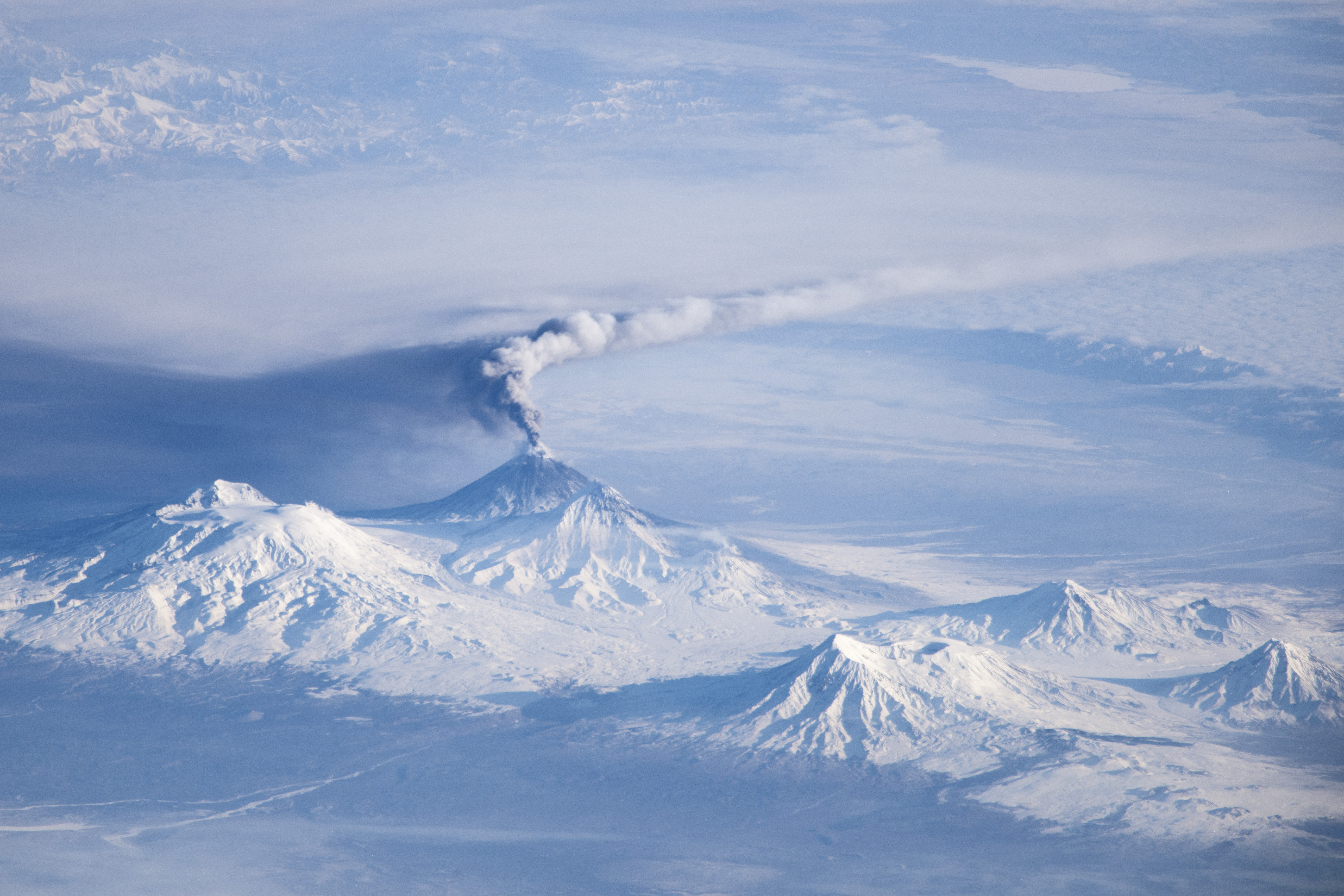
Vista anotada que incluye Ushkovsky, Tolbáchik, Bezymianny, Zimina y Udina. Foto tomada desde la ISS el 16 de noviembre de 2013.